# 石巻市立万石浦中学校
石巻市立万石浦中学校（いしのまきしりつ まんごくうらちゅうがっこう）は、宮城県石巻市にある公立中学校。

## 学校目標
豊かな情操と知性に富み、健康でたくましく、地域と歩む生徒の育成

## 沿革
- 1994年（平成6年）4月1日 - 渡波中学校より分離開校。
- 2011年（平成23年）3月11日 - 東日本大震災が発生し、避難所となった。

- 2023年（令和5年）4月1日 - 石巻市立荻浜中学校を統合。

## 学区
学区は以下の通りである。
- 後生橋
- 宇田川町
- 万石町
- 塩富町1丁目〜2丁目
- 垂水町1丁目〜3丁目
- 小竹浜
- 流留
- 渡波字の一部（詳細は渡波#学区を参照）
- 沢田字の一部（詳細は沢田#学区を参照）
- 折浜
- 桃浦
- 月浦
- 侍浜
- 荻浜
- 小積浜
- 牧浜
- 竹浜
- 狐崎浜
- 福貴浦